# Karl Jost (Politiker)
Johann Karl Jost (auch: Carl) (* 13. Mai 1832 in Bensheim; † 25. Oktober 1898 in Gießen) war Kreisrat, Politiker (NLP) und Abgeordneter der Zweiten Kammer der Landstände des Großherzogtums Hessen.

## Familie
Karl Jost war der Sohn des Kaufmanns Johann Baptist Jost (1790–1856) und dessen Frau Wilhelmine Charlotte, geborene Rubel (1806–1874). Die Familie war römisch-katholisch.
Karl Jost heiratete 1868 Caroline Theresia Ludgardis Cessner (1849–1912), Tochter des Landrichters Wilhelm Cessner in Wimpfen und dessen Frau Maria Theresia Hermine, geborene Wiegand.

## Karriere
Karl Jost studierte Rechtswissenschaft und begann anschließend als Regierungsakzessist eine Laufbahn in der Verwaltung des Großherzogtums Hessen. 1867 erhielt er eine besoldete Stelle als Assessor beim Kreis Schotten und wurde 1874 zum Kreis Lindenfels versetzt, der aber noch im gleichen Jahr in Folge der Kommunalreform aufgelöst wurde. Er wechselte zum Kreis Heppenheim. Ab 1877 war er Kreisrat im Kreis Erbach. 1886 wechselte er als Regierungsrat zur Direktion der Provinz Oberhessen nach Gießen. 1893 trat er in den Ruhestand und erhielt 1894 die Zulassung als Rechtsanwalt am Landgericht Gießen.

## Weitere Engagements
Von 1875 bis 1887 gehörte er während des 22. bis 25. Landtags für den Wahlbezirk Starkenburg 5/Fürth der Zweiten Kammer der Landstände an.
1891 wurde er Stellvertreter des Vorsitzenden des Schiedsgerichts für den Geschäftsbereich der Oberhessischen Bahnen.

## Ehrungen
- 1890 Ritterkreuz I. Klasse des Verdienstordens Philipps des Großmütigen[10]